# Шляхов, Дмитрий Юрьевич
Дмитрий Юрьевич Шляхов (15 февраля 1967, пгт. Ермолаево, Куюргазинский район, Башкирская АССР, РСФСР, СССР — 3 ноября 2016, пгт. Ермолаево, Куюргазинский район, Республика Башкортостан, Российская Федерация) — советский и российский спортсмен-парашютист. Чемпион Европы и России. Мастер спорта России международного класса (1993) по парашютному спорту.

## Биография
Шляхов Дмитрий Юрьевич родился 15 февраля 1967 года в рабочем поселке Ермолаево Куюргазинского района Республики Башкортостан.
С юности проявлял интерес к техническим видам спорта. Первые шаги в парашютном спорте он сделал в авиационно-техническом спортивном клубе города Кумертау, где его тренировали В. П. Барсуков и А. К. Котенков. Здесь сформировался его спортивный характер, высокая дисциплина и стремление к достижениям.
Уже в 1989 году Дмитрий вошел в сборную команду СССР по парашютному спорту, в которой выступал до 1991 года.
В период с 1994 года он стал представлять команду Военно-воздушных сил России, где тренировался под руководством В. Е. Валюнаса и А. Г. Лепезина.
Шляхов продемонстрировал себя как универсальный спортсмен, уверенно выступающий как в индивидуальных прыжках, так и в групповых дисциплинах, включая точность приземления и воздушную акробатику. Один из самых титулованных парашютистов Республики Башкортостан.

## Достижения и звания
- Абсолютный чемпион РСФСР — 1991.
- Абсолютный чемпион России — 1995, 2008.
- Абсолютный чемпион ВВС России — 1999, 2004, 2005.
- Абсолютный обладатель Кубка мира — 1995.
- Абсолютный обладатель Кубка СНГ — 1998, 2007.
- Чемпион СССР — 1990, 1991 (групповые прыжки на точность).
- Чемпион России — 1993.
- Чемпион Европы — 1995 (в индивидуальных и групповых дисциплинах).
- Чемпион Вооружённых сил России — 1996 (в групповых прыжках), 1996—1997 (в командном зачёте).
- Чемпион России (в командном зачёте) — 2013.
- Серебряный призёр чемпионатов России — 1995, 1997, 2001.
- Бронзовый призёр чемпионатов России — 1993, 2008, 2015.
- Многократный призёр Кубков СНГ — в индивидуальных прыжках на точность приземления и в акробатике.
- Звание «Выдающийся спортсмен Республики Башкортостан» (2004).